# Aptostichus barackobamai

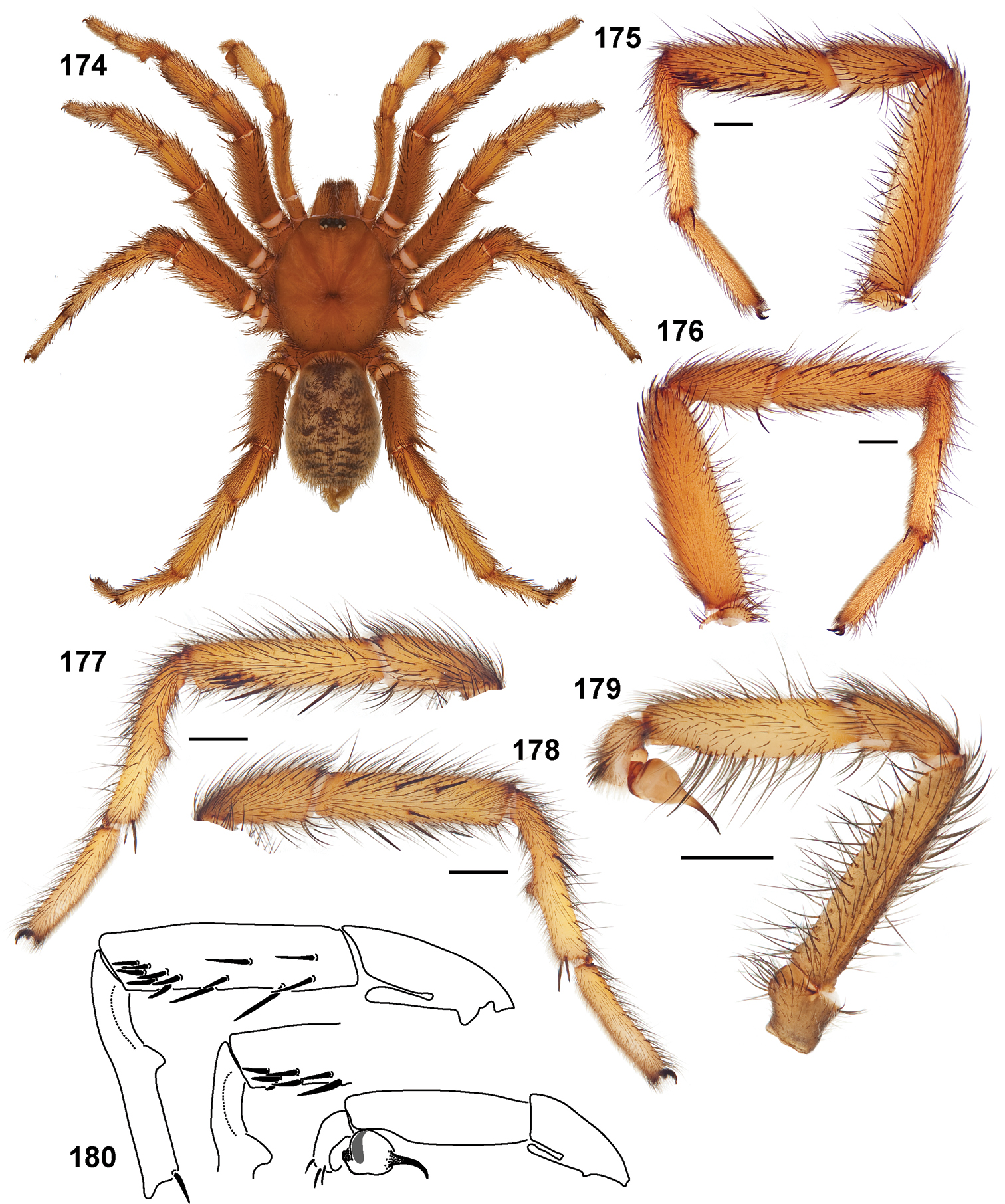
Aptostichus barackobamai

Aptostichus barackobamai ist eine Spinne aus der Familie der Euctenizidae. Sie wurde im Dezember 2012 von Jason Bond als eine von 33 neuen Arten der insgesamt 41 Arten umfassenden Gattung Aptostichus beschrieben und nach dem 44. Präsidenten der USA, Barack Obama, benannt.

## Beschreibung
Aptostichus barackobamai ähnelt in ihrer Körpergestalt den anderen Arten der Gattung, die morphologisch, wie typisch für vogelspinnenartige Spinnen, einförmig, mit nur schwer unterscheidbaren Arten, ist. Die Art erreicht eine Carapaxlänge von 5 bis gut 6 Millimeter. Sie ist recht einheitlich dunkel rotbraun gefärbt, mit einem unregelmäßigen dunklem Mittelband auf dem Hinterleib, der Carapax ist mit dünnen weißen Haaren (Setae) bedeckt, der Hinterleib schwarz behaart. Sicher bestimmt werden kann die Art nur anhand der Beborstung der Tibia (das 4. Glied der Beine) des ersten Beinpaars. Bei den Männchen trägt das vorletzte Beinglied (Metatarsus) der Vorderbeine einen dreieckigen Fortsatz (Apophyse). Weibchen sind außerdem erkennbar an einem Merkmal der Epigyne, einer medianen Erweiterung der Spermathek. Die Art ist außerdem anhand genetischer Merkmale abgrenzbar.

## Lebensraum und Lebensweise
Wie alle Aptostichus-Arten ist Aptostichus barackobamai eine „Falltürspinne“. Die Spinne lauert in einem selbst gegrabenen Erdbau auf Beute, der oben durch einen aus Spinnenseide gesponnenen, mit Boden- und Pflanzenmaterial getarnten, aufklappbaren Deckel geschützt und getarnt ist. Dort wartet sie als Lauerjäger auf vorbeilaufende Beuteorganismen. Die Falltür von Apostichus ist recht dünn mit unregelmäßigem Umriss, so dass sie nicht, wie bei anderen Falltürspinnen, anhand des kreisförmigen Umrisses entdeckt werden kann. Zum Suchen nach den Spinnen wird daher die gesamte Streuschicht beiseite geschoben, um die Wohnröhren freizulegen.
Aptostichus barackobamai ist primär eine Gebirgsart. Habitat sind Wälder aus Küstenmammutbaum (redwood) und anderen Koniferen. Die Art ist bisher nur aus den Aufsammlungen bekannt, die Jason E. Bond bei seiner seit seiner Dissertation 1999 andauernden Beschäftigung mit der Gattung durchgeführt hat, weitere publizierte Funde liegen noch nicht vor.

## Verbreitung
Aptostichus barackobamai ist eine in Kalifornien endemische Art, die im Norden des Bundesstaates mehrmals beobachtet wurde. Populationen sind in Mendocino County, Napa County, Shasta County, Sutter County und Tehama County bekannt.

## Gefährdung
Aufgrund des großen Verbreitungsgebietes gilt Aptostichus barackobamai als nicht gefährdet.

## Etymologie
Jason E. Bond ehrte mit der Benennung der neu beschriebenen Falltürspinne Barack Obama als den „ersten afroamerikanischen Präsidenten der Vereinigten Staaten“ und als einen „angesehenen Spinnenfan“. Nach Obama wurden weitere Tierarten benannt, darunter der Sägebarsch Tosanoides obama, die fossile „Echse“ Obamadon gracilis und der Saitenwurm Paragordius obamai.